# Бйорн Крістенсен (1993)
Бйорн Крістенсен (мальт. Bjorn Kristensen, нар. 5 квітня 1993) — мальтійський футболіст, півзахисник клубу «Гіберніанс». Має мальтійсько-данське коріння.
Виступав, зокрема, за клуб «Гіберніанс», а також національну збірну Мальти.

## Клубна кар'єра
У дорослому футболі дебютував 2010 року виступами за команду клубу «Гіберніанс», кольори якої захищає й донині.

## Виступи за збірну
У 2012 році дебютував в офіційних матчах у складі національної збірної Мальти. Наразі провів у формі головної команди країни 17 матчів.

## Титули і досягнення
- Чемпіон Мальти (3):

«Гіберніанс»: 2014-15, 2016-17, 2021-22
- Володар Кубка Мальти (3):

«Гіберніанс»: 2011–2012, 2012-13, 2024-25
- Володар Суперкубка Мальти (2):

«Гіберніанс»: 2015, 2022